# At-Tabka
At-Tabka (arab. الطبقة) – wieś w Syrii, w muhafazie Al-Hasaka. W 2004 roku liczyła 3317 mieszkańców.